# Bailleul-le-Soc
Bailleul-le-Soc ist eine französische Gemeinde mit 644 Einwohnern (Stand 1. Januar 2022) im Département Oise in der Region Hauts-de-France. Die Gemeinde liegt im Arrondissement Clermont und ist Teil der Communauté de communes de la Plaine d’Estrées und des Kantons Estrées-Saint-Denis.

## Geographie
Die Gemeinde liegt rund 5,5 Kilometer westlich von Estrées-Saint-Denis. Zu ihr gehören die Ortschaft Eraine und die isoliert gelegenen Gehöfte Ferme d’Éreuse und Ferme de Saint-Julien-le-Pauvre.

## Toponymie und Geschichte
Der Namenszusatz „le Soc“ wird vom lateinischen „siccum“ (trocken) abgeleitet (vgl. das nahe gelegene Breuil-le-Sec).
Das Gemeindegebiet wurde in der Mitte des 12. Jahrhunderts vom Kloster Ourscamp gerodet, das hier die Grangien Éreuse, Éloges und Saint-Julien errichteten. Die Gehöfte Bailleul und Éraine wurden 1791 in Lose aufgeteilt. Bailleul wurde vorübergehend Hauptort eines Kantons.

## Einwohner
| 1962 | 1968 | 1975 | 1982 | 1990 | 1999 | 2006 | 2012 |
| ---- | ---- | ---- | ---- | ---- | ---- | ---- | ---- |
| 504  | 463  | 414  | 431  | 571  | 648  | 657  | 654  |

## Verwaltung
Bürgermeister (maire) ist seit 2014 Jean-Louis Lucas.

## Sehenswürdigkeiten
- Gehöfte Éraine, Éreuse und Saint-Julien-le-Pauvre, alle seit 1987–1989 als Monument historique eingetragen[1][2][3]
- Kirche Saint-Denis, deren Chor auf das 16. Jahrhundert zurückgeht[4]
- Zwei Kapellen, je eine in Éraine und in Éreuse

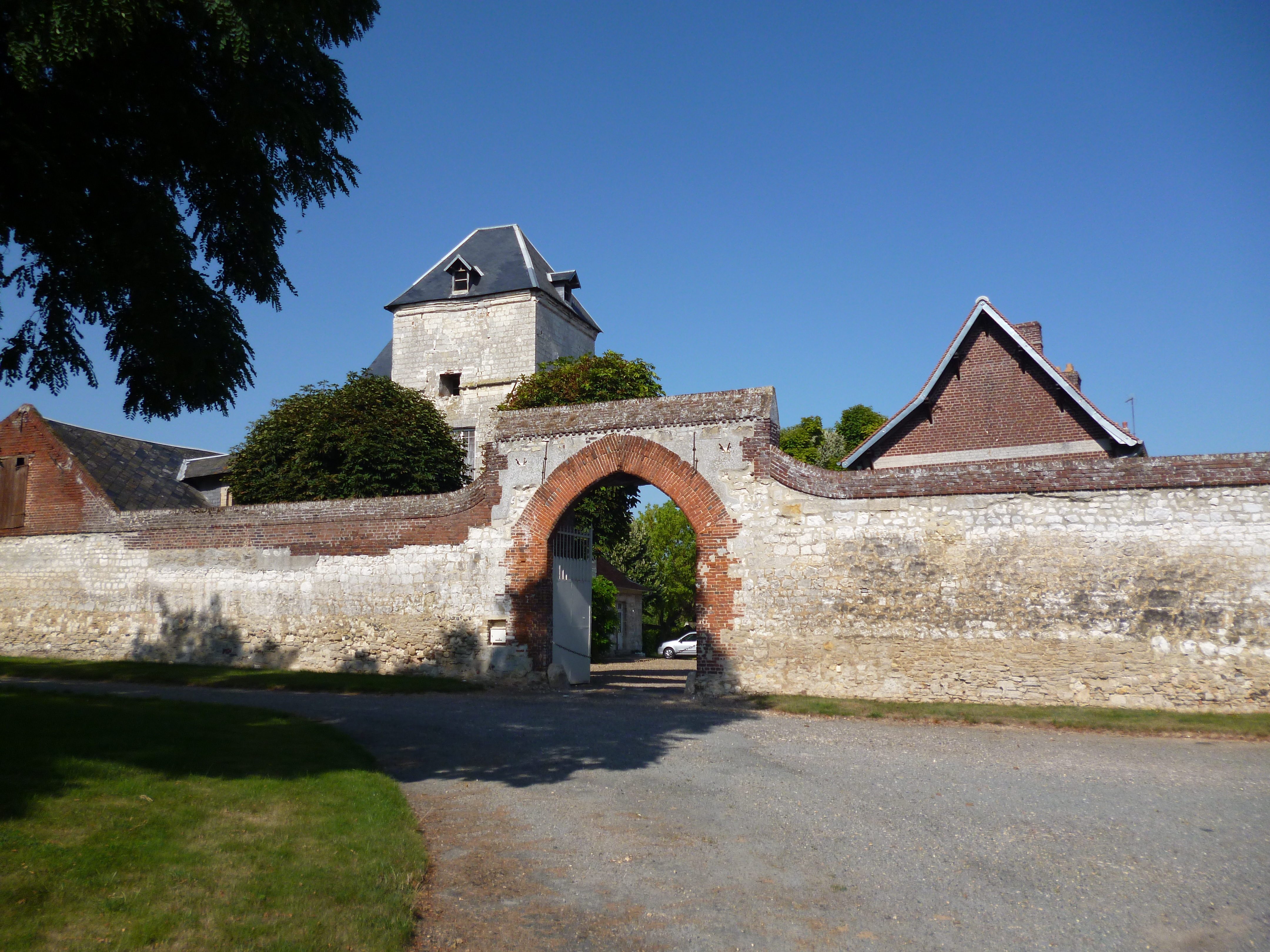
Toreinfahrt zur Ferme d’Éraine
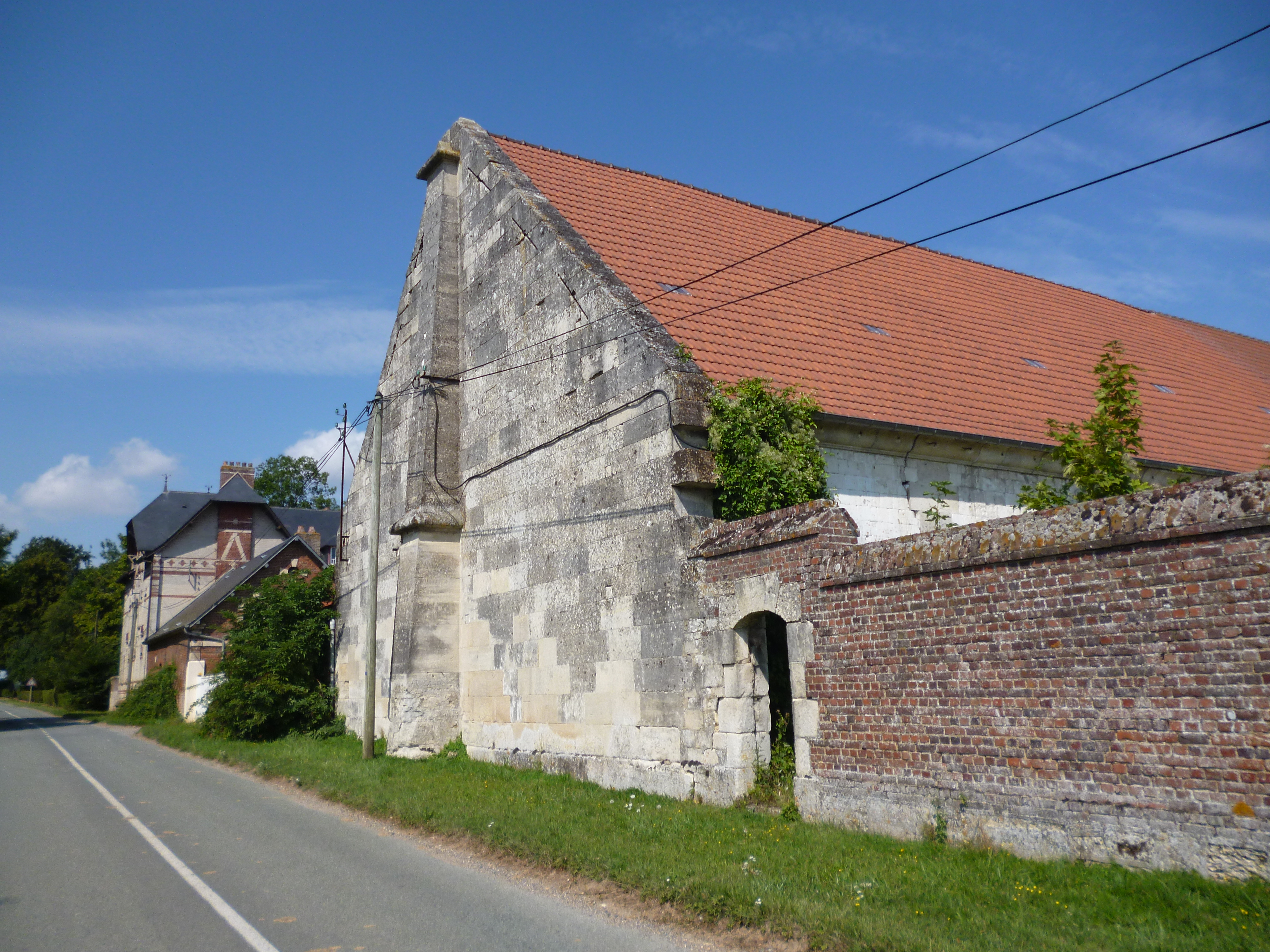
Gehöft Ferme d’Éreuse
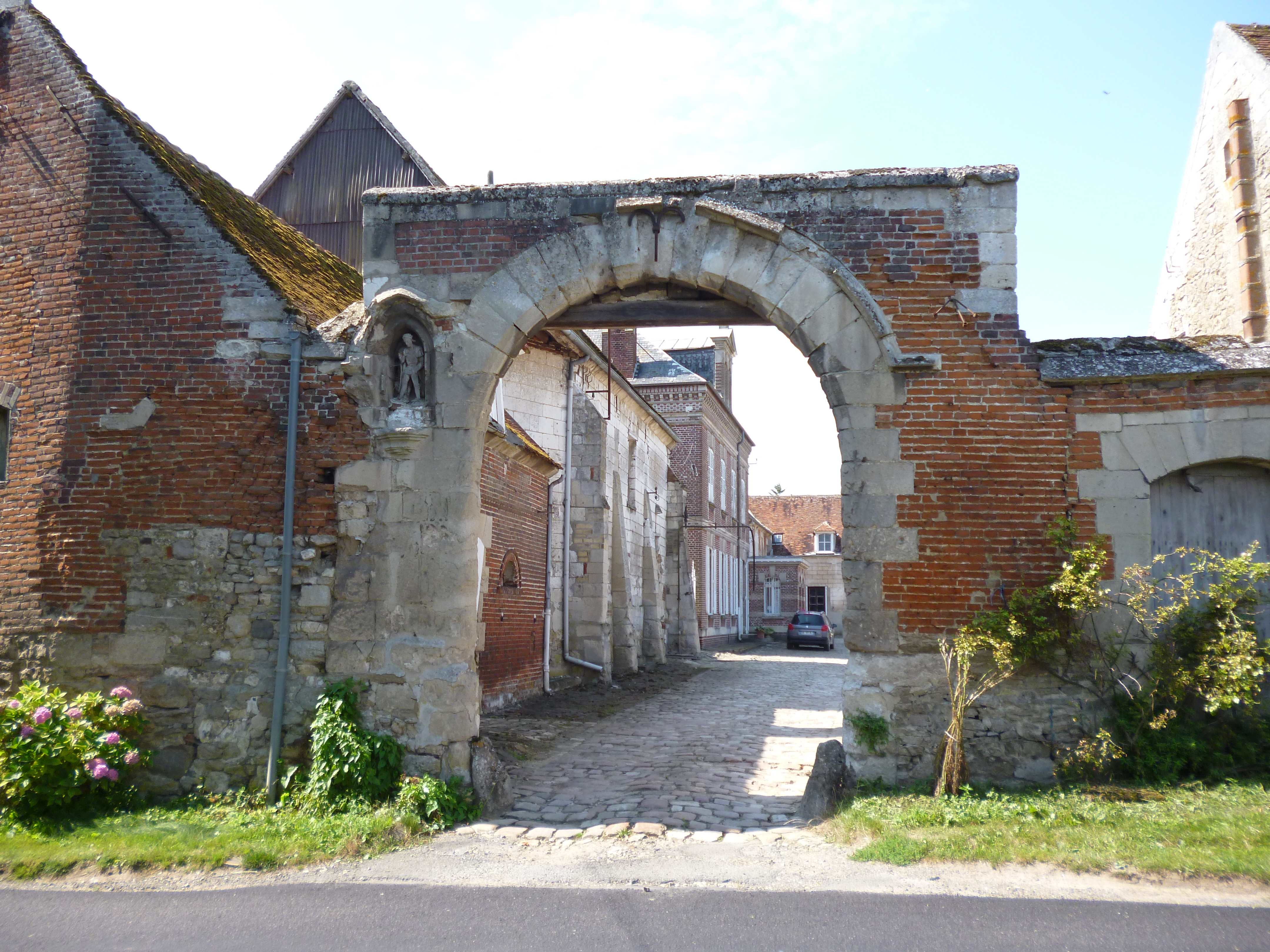
Ferme de Saint Julien-le-Pauvre